# Horňa
Horňa je obec na Slovensku. Nachází se v Košickém kraji, v okrese Sobrance. Obec má rozlohu 20,21 km² a leží v nadmořské výšce 144 m. V roce 2011 v obci žilo 380 obyvatel. První písemná zmínka o obci pochází z roku 1417.